# Agrotis albula
Agrotis albula är en fjärilsart som beskrevs av Fernandez 1933. Agrotis albula ingår i släktet Agrotis och familjen nattflyn. Inga underarter finns listade i Catalogue of Life.